# Cenwulf (biskup Winchesteru)
Cenwulf (Cenulfus, Coenwulf; ur. X wiek, zm. 1006 w Winchesterze) – średniowieczny zakonnik a następnie biskup Winchesteru.
Brak jest informacji o pochodzeniu biskupa Cenwulfa. Pojawia się w dokumentach źródłowych (Kronika anglosaska) jako opat z klasztoru Medeshamstead w 963 roku. Kronikarze zanotowali, iż zmienił nazwę klasztoru na Burh. W 992 roku przeniósł się do Peterborough, gdzie również sprawował funkcję opata. W 993 roku był świadkiem pokuty króla Ethelreda, który w obliczu nieokreślonych trudności w kraju i w ramach rekompensaty za decyzje podjęte w młodości za radą biskupa Ramsbury Wulfgara i earldormana Hampshire Elfrica o odebraniu majątku klasztorowi w Abingdon, przyznał klasztorowi nowe przywileje, w tym wyłączność w wyborze opata, który od tej pory miał być wybierany przez samych zakonników.
W 1006 roku został wyświęcony na biskupa Winchesteru. William z Malmesbury w swoim dziele Gesta Pontificum Anglorum wspomina, iż Cenwulf kupił sobie to stanowisko. Kronikarz zauważa również, że nie cieszył się nim długo, bo wkrótce zmarł.
Kolejnym biskupem Winchesteru został Etelwold II.